# 遠藤徹哉
遠藤徹哉（日语： Endō Tetsuya，1960年9月7日—），日本男性動畫師、動畫演出家、動畫導演、編劇、音響監督。舊名遠藤 徹哉（日文讀音相同）。自由身。日本電影導演協會會員。

## 經歷
遠藤徹哉出生於東京都。從東京都立深川高等學校畢業後，加入綠盒子，成為負責影片的動畫師。該公司破產後，他加入Production Loose擔任演出助手。並於《太古巨魔神》（第2話）作為演出首次亮相。1991年，他以《猜拳人》首次擔任導演。
他使用平假名符號始於1994年的《超變身俏妞》。
他擅長有效地運用音樂，例如用音樂形式導演了《花的魔法使瑪麗貝爾》、《超變身俏妞》、《奇幻冒險》，並創作了歌詞。
在2007年的《奇幻冒險》中，他幾乎包辦了各集的編劇、分鏡、演出。

## 參加作品

### 電視動畫
年份不詳
- 忍者哈特利（—1987年，分鏡、演出）

1984年
- 太古巨魔神（日语：ゴッドマジンガー）（分鏡、演出）
- GALACTIC PATROL 銀河戰士（—1985年，分鏡、演出）

1985年
- 小鬼Q太郎 (1985年版)（—1987年，分鏡、演出）

1987年
- 無敵B（日语：ウルトラB）（—1989年，分鏡、演出）

1988年
- 鐵拳小子（日语：鉄拳チンミ）（分鏡、演出）
- 極速悍將（日语：F (漫画)）（演出）
- 美味大挑戰（—1992年，分鏡、演出）

1989年
- 亂馬½ 熱鬥篇（—1992年，分鏡、演出）

1991年
- 猜拳人（—1992年，導演、編劇、分鏡、演出、作詞）

1992年
- 花的魔法使瑪麗貝爾（—1993年，導演、編劇、分鏡、演出、作詞）

1993年
- 劍勇傳說YAIBA（—1994年，分鏡、演出）

1994年
- 超變身俏妞（日语：超くせになりそう）（—1995年，導演、分鏡、作詞）

1995年
- 古代王者恐龍王（日语：恐竜冒険記ジュラトリッパー）（分鏡、演出）
- 宇宙小毛球（—1997年，導演、劇本統籌、編劇、分鏡、作詞）

1996年
- 烏龍派出所（—2004年，分鏡）

1997年
- 橫行太保（分鏡）
- 聖路美娜女學院（日语：聖ルミナス女学院）（分鏡）

1998年
- 丸少爺（1998年—，分鏡、演出）
- 超級娃娃戰士★莉卡（分鏡）

1999年
- 神八劍傳（日语：神八剣伝）（分鏡）
- 微星小超人（日语：小さな巨人 ミクロマン）（分鏡）
- 宇宙海盜大冒險 兩個人格的女王（日语：宇宙海賊ミトの大冒険）（演出）
- 快樂小丸日記（—2001年，分鏡、演出）

2000年
- 幻影死神（分鏡）
- 六門天外（分鏡）

2001年
- 棋魂（—2003年，導演[2][3]、分鏡、演出）
- 辣妹當家（—2002年，分鏡、演出）

2002年
- 七人之奈奈（分鏡、演出）

2003年
- 奇諾之旅（演出）
- 最遊記RELOAD（—2004年，導演、劇本統籌、編劇、分鏡、演出、音響監督）

2004年
- 棋魂特別篇：邁向北斗盃之路（導演、編劇、分鏡、演出）[注 1]
- 最遊記RELOAD GUNLOCK（導演、劇本統籌、編劇、分鏡、演出、音響監督）
- BLEACH（—2012年，分鏡）

2005年
- 魔法老師！（分鏡、演出）
- 黏黏妖美少女（分鏡、演出）
- 機動新撰組 萌之劍TV（分鏡、演出）
- 彈珠汽水（分鏡、演出）

2006年
- 鍵姬物語 永久愛麗絲輪舞曲（日语：鍵姫物語 永久アリス輪舞曲）（分鏡）

2007年
- 奇幻冒險（導演、劇本統籌、編劇、分鏡、演出、作詞、音響監督）
- 鋼鐵三國志（總導演）
- 蟲之歌（演出）
- 初音島II（分鏡、演出）
- ONE PIECE（2007年—，分鏡、演出 ）

2008年
- H2O -FOOTPRINTS IN THE SAND-（分鏡）
- 初音島II Second Season（分鏡、演出）
- 我家有個狐仙大人。（分鏡）

2009年
- 南家三姊妹 歡迎回家（分鏡、演出）

2010年
- 數碼寶貝合體戰爭（—2011年，系列導演、分鏡、演出）
- 黑執事II（演出）

2011年
- 數碼寶貝合體戰爭 ～邪惡的死亡指揮官與七個王國～（系列導演、分鏡、演出）
- 美食獵人TORIKO（—2014年，分鏡、演出）

2013年
- 當不成勇者的我，只好認真找工作了。（演出）

2014年
- Soul Eater Not！（演出）
- FAIRY TAIL魔導少年（—2016年，演出）

2016年
- DAYS（演出）

2017年
- 廢天使加百列（演出）

2018年
- ONE PIECE 空島特別篇（導演）

2020年
- ARP Backstage Pass（導演、編劇、分鏡）

2021年
- 後空翻少年!!（演出）

2022年
- 數碼寶貝幽靈遊戲（分鏡）

2023年
- 萬事屋齋藤先生轉生異世界（分鏡）
- 魔法使的新娘（分鏡、演出）
- 勇者死了！（演出）
- 松犬（導演、劇本統籌、編劇、分鏡、作詞)
- 萊莎的鍊金工房 ～常闇女王與秘密藏身處～（分鏡、演出）
- 浪客劍心 (2023年版)（演出）

### 電影動畫
1988年
- 龍貓（演出助手）

1992年
- 劇場版 花的魔法使瑪麗貝爾：鳳凰的鑰匙（導演、編劇、分鏡、演出、作詞）

1997年
- 小倩（日方導演、分鏡）

1998年
- 超人力霸王M78劇場：愛與和平（日语：ウルトラマンM78劇場 Love & Peace）（分鏡）

2001年
- 暹邏貓 -First Mission-（日语：シャム猫 -ファーストミッション-）（分鏡）

2006年
- 劇場版 神奇寶貝：神奇寶貝保育家與蒼海的王子 瑪納霏（演出）

2009年
- ONE PIECE FILM STRONG WORLD（分鏡）

### OVA
1991年
- 柔道部物語1（日语：柔道部物語）（分鏡、演出）
- 一本包丁滿太郎（日语：一本包丁満太郎）（分鏡）

1992年
- 猜拳人：怪獸大決戰（導演、編劇、分鏡、演出、作詞）

1993年
- 瑪麗貝爾的交通安全（導演、編劇）
- 瑪麗貝爾的消防安全 ～如果心慌意亂該怎麼辦～（導演、編劇）

1999年
- 白色十字架（OP演出、ED演出）

2001年
- 夢幻遊戲 永光傳（演出）

### 遊戲
- TWISTY NIGHT #1-3（1994年—1995年，導演、編劇、分鏡）
- 玲音 BOOTLEG（1999年，導演、分鏡、演出）

## 腳註